# Castrillo de la Reina
Castrillo de la Reina è un comune spagnolo di 189 abitanti situato nella comunità autonoma di Castiglia e León.